# Gouvernement Filat II
République de Moldavie
Filat I Leancă
Le gouvernement Filat II (en roumain : Guvernul Vlad Filat (2)) est le gouvernement de la République de Moldavie entre le 14 janvier 2011 et le 31 mai 2013, durant la huitième législature du Parlement.

## Coalition et historique

### Formation
Dirigé par le Premier ministre libéral-démocrate sortant Vlad Filat, ce gouvernement est constitué et soutenu par l'Alliance pour l'intégration européenne (AIE), formée par le Parti libéral-démocrate de Moldavie (PLDM), le Parti démocrate de Moldavie (PDM) et le Parti libéral (PL). Ensemble, ils disposent de 59 députés sur 101, soit 58,4 % des sièges du Parlement.
Il est formé à la suite des élections législatives anticipées du 28 novembre 2010.
Il succède donc au gouvernement Filat I, également constitué et soutenu par l'AIE, de laquelle participait en plus l'Alliance Notre Moldavie (AMN).
Au cours du scrutin, l'AMN perd sa représentation parlementaire mais les trois autres partis recueillent au total cinq nouveaux sièges et cumulent plus de 52 % des suffrages exprimés, renforçant ainsi leur majorité. La place de premier parti du pays revient tout de même au Parti des communistes de la république de Moldavie (PCRM), dont l'assise parlementaire se restreint en conséquence. Au sein de l'AIE, le PL du président du Parlement et président de la République par intérim Mihai Ghimpu perd sa position de deuxième force au profit du Parti démocrate de Moldavie (PDM) de Marian Lupu, ex-président de l'assemblée parlementaire. Dans son ensemble, l'Alliance échoue à remporter la majorité constitutionnelle des trois cinquièmes pour élire le chef de l'État.
À l'ouverture de la législature le 28 décembre, les trois partis de la majorité n'ont pas finalisé leurs négociations. Filat prend alors la direction par intérim de l'État pendant deux jours. En effet le 30 décembre 2010, les députés élisent Lupu à leur présidence, qui devient aussitôt président de la République à titre provisoire. Il désigne le 14 janvier 2011 Filat comme formateur du nouvel exécutif. Celui-ci présente dans la foulée son équipe ministérielle et son programme, approuvés lors d'un vote de confiance par 59 voix pour.
Après plusieurs échecs, le Parlement parvient le 12 mars 2012 à élire un candidat à la présidence de la République en la personne du président du conseil supérieur de la magistrature Nicolae Timofti, qui bénéficie de l'appui des trois partis de l'AIE et de trois députés du PCRM. 

### Succession
Le 5 mars 2013, le Parlement adopte une motion de censure qui signe la rupture de la majorité, par 54 voix pour et 31 voix contre. Proposée par le PCRM, elle reçoit en effet l'appui du PDM et cinq autres parlementaires, tandis que le PL ne participe pas au vote. Filat remet donc sa démission au chef de l'État trois jours après. Ce dernier nomme le ministre des Affaires étrangères Iurie Leancă Premier ministre par intérim le 25 avril suivant.
Constituant la Coalition pour un gouvernement proeuropéen (CGPE) avec le PLDM, le PDM et le Parti libéral-réformateur (PLR, dissidence du Parti libéral), Leancă forme son gouvernement le 31 mai 2013.

## Composition

### Initiale (18 janvier 2011)
- Les nouveaux ministres sont indiqués en gras, ceux ayant changé d'attributions en italique.

| Portefeuille                                                                          | Nom | Nom                                               | Parti |
| ------------------------------------------------------------------------------------- | --- | ------------------------------------------------- | ----- |
| Premier ministre                                                                      |     | Vlad Filat                                        | PLDM  |
| Vice-Premier ministre Ministre des Affaires étrangères et de l'Intégration européenne |     | Iurie Leancă                                      | PLDM  |
| Vice-Premier ministre Ministre de l'Économie                                          |     | Valeriu Lazăr                                     | PDM   |
| Vice-Premier ministre (Chargé des Affaires sociales)                                  |     | Mihai Moldovanu                                   | PL    |
| Vice-Premier ministre (Chargé de la Réintégration territoriale)                       |     | Eugen Carpov                                      | PLDM  |
| Ministre des Finances                                                                 |     | Veaceslav Negruța                                 | PLDM  |
| Ministre de la Justice                                                                |     | Alexandru Tănase (jusqu'au 06/05/2011) Oleg Efrim | PLDM  |
| Ministre de l'Intérieur                                                               |     | Alexei Roibu                                      | PLDM  |
| Ministre de la Défense                                                                |     | Vitalie Marinuța                                  | PL    |
| Ministre du Développement régional et des Travaux publics                             |     | Marcel Răducan                                    | PDM   |
| Ministre de l'Agriculture et de l'Industrie agro-alimentaire                          |     | Vasile Bumacov                                    | PLDM  |
| Ministre des Transports et des Infrastructures routières                              |     | Anatol Șalaru                                     | PL    |
| Ministre de l'Environnement                                                           |     | Gheorghe Șalaru                                   | PL    |
| Ministre de l'Éducation                                                               |     | Mihai Shleahtitski                                | PLDM  |
| Ministre de la Culture                                                                |     | Boris Focșa                                       | PDM   |
| Ministre du Travail, de la Protection sociale et de la Famille                        |     | Valentina Buliga                                  | PDM   |
| Ministre de la Jeunesse et des Sports                                                 |     | Ion Cebanu                                        | PL    |
| Ministre de la Santé                                                                  |     | Andrei Usaty                                      | PLDM  |
| Ministre des Technologies de l'information et des Communications                      |     | Pavel Filip                                       | PDM   |

### Remaniement du24 juillet 2012
- Les nouveaux ministres sont indiqués en gras, ceux ayant changé d'attributions en italique.

| Portefeuille                                                                          | Nom | Nom                                                                     | Parti |
| ------------------------------------------------------------------------------------- | --- | ----------------------------------------------------------------------- | ----- |
| Premier ministre                                                                      |     | Vlad Filat (jusqu'au 25/04/2013) Iurie Leancă (intérim)                 | PLDM  |
| Vice-Premier ministre Ministre des Affaires étrangères et de l'Intégration européenne |     | Iurie Leancă                                                            | PLDM  |
| Vice-Premier ministre Ministre de l'Économie                                          |     | Valeriu Lazăr                                                           | PDM   |
| Vice-Premier ministre (Chargé des Affaires sociales)                                  |     | Mihai Moldovanu                                                         | PL    |
| Vice-Premier ministre (Chargé de la Réintégration territoriale)                       |     | Eugen Carpov                                                            | PLDM  |
| Ministre des Finances                                                                 |     | Veaceslav Negruța                                                       | PLDM  |
| Ministre de la Justice                                                                |     | Oleg Efrim                                                              | PLDM  |
| Ministre de l'Intérieur                                                               |     | Dorin Recean                                                            | PLDM  |
| Ministre de la Défense                                                                |     | Vitalie Marinuța                                                        | PL    |
| Ministre du Développement régional et des Travaux publics                             |     | Marcel Răducan                                                          | PDM   |
| Ministre de l'Agriculture et de l'Industrie agro-alimentaire                          |     | Vasile Bumacov                                                          | PLDM  |
| Ministre des Transports et des Infrastructures routières                              |     | Anatol Șalaru                                                           | PL    |
| Ministre de l'Environnement                                                           |     | Gheorghe Șalaru                                                         | PL    |
| Ministre de l'Éducation                                                               |     | Maia Sandu                                                              | PLDM  |
| Ministre de la Culture                                                                |     | Boris Focșa                                                             | PDM   |
| Ministre du Travail, de la Protection sociale et de la Famille                        |     | Valentina Buliga                                                        | PDM   |
| Ministre de la Jeunesse et des Sports                                                 |     | Ion Cebanu (jusqu'au 06/02/2013) Octavian Țîcu (à partir du 26/02/2013) | PL    |
| Ministre de la Santé                                                                  |     | Andrei Usaty                                                            | PLDM  |
| Ministre des Technologies de l'information et des Communications                      |     | Pavel Filip                                                             | PDM   |